# Stéphane Plantin
Stéphane Plantin, né le 16 décembre 1971 à Vitry-sur-Seine, est un ancien joueur français international de handball, évoluant au poste d'ailier droit. Avec l'équipe de France, il est champion du monde 2001.

## Biographie
Stéphane Plantin est formé à la Stella Saint-Maur puis à l'USM Gagny avec lequel il devient Champion de France Espoir 1988 puis joue ses premiers matchs en D1. En 1994, il rejoint les Spacer's de Toulouse où il évolue pendant 12 saisons. Promu de D2 en 1995, il réalise avec son club une grosse saison 1997-1998 puisque Toulouse remporte la Coupe de France, termine troisième du Championnat et est élu meilleur ailier droit.
En 1997, il connait d'ailleurs sa première sélection en France. Victime lors du Tournoi de Bercy 98 d'une grosse béquille à la cuisse, il a accompagné l'équipe de France au Championnat d'Europe 1998, mais n'a finalement pas joué pendant la compétition. En 2001, il participe au deuxième titre de champion du monde de l'équipe de France. En 2003, il participe au Tournoi des Arènes juste avant le Championnat du monde mais n'est pas retenu pour le Mondial au Portugal. 
En novembre 2005, il est opéré d'une hernie discale compressive et les douleurs étant trop importantes à la reprise en mars 2006, il décide alors de mettre un terme à sa carrière de joueur à 34 ans
Reconverti entraîneur, il est responsable du Grand Nancy Métropole Handball en deuxième division de 2014 à 2019, année où il rejoint le club roumain du CS Minaur Baia Mare. Malgré une première saison réussie en Roumanie, il n'est finalement pas conservé par le club roumain, qui lui reproche de ne pas être revenu assez tôt après le confinement. En février 2021, il succède à Laurent Puigségur au Toulon Saint-Cyr VHB pour sa première expérience à la tête d'une équipe féminine.
En 2023, il signe un contrat de deux ans dans le club masculin du Steaua Bucarest mais après des résultats négatifs (9 défaites en 14 matchs), un accord est trouvé pour mettre fin à l'aventure. Il est alors recruté par le Paris 92 pour diriger l'équipe professionnelle pour trois saisons à compter de l'été 2024.

## Palmarès

### Clubs
- Vainqueur de la Coupe de France en 1998 avec Toulouse
- Vice-Champion de France de D2 en 1995
- Champion de France Espoir 1988 avec l'USM Gagny

### Équipe de France
Championnats du monde
- Médaillé d'or au Championnat du monde 2001

Jeux méditerranéens
- 6e place aux Jeux méditerranéens de 1991 (avec  France espoir)
- Médaille de bronze aux Jeux méditerranéens de 2001

### Distinctions individuelles
- élu meilleur ailier droit du championnat de France en 1998